# Acta Materialia
Acta Materialia là một tập san khoa học công bố hai mươi số mỗi năm bởi Elsevier trên danh nghĩa của Acta Materialia Inc. Tổng biên tập là Christopher A. Schuh, Giáo sư ngành Luyện kim ở Viện công Nghệ Massachusetts Lưu trữ ngày 10 tháng 10 năm 2016 tại Wayback Machine. Tập san bao hàm các nghiên cứu trên mọi khía cạnh về cấu trúc và đặc tính của vật liệu và xuất bản các bài báo original paper và các bài review được đặt hàng, gọi là các bài Overview.

## Lịch sử
Tập san được thành lập năm 1953 với tên Acta Metallurgica và sau đó đổi thành Acta Metallurgica et Materialia vào năm 1990, trước khi có tên như hiện tại vào năm 1996. Nó sáp nhập thêm Nanostructured Materials, một tạp chí được xuất bản một cách độc lập từ 1992 đến 1999. Scripta Materialia, được thành lập từ năm 1967, là một tập san đồng hành, xuất bản các bài báo rapid communication cũng như các bài báo option articles gọi là Viewpoints. 
Theo Journal Citation Reports, tập san có chỉ số độ ảnh hưởng năm 2015 là 5,058.